# Starksia
Starksia – rodzaj morskich ryb z rodziny Labrisomidae.

## Występowanie
Zachodni Atlantyk, wschodni Pacyfik, wokół wybrzeży Ameryki.

## Klasyfikacja
Gatunki zaliczane do tego rodzaju:
| - Starksia atlantica - Starksia brasiliensis - Starksia cremnobates - Starksia culebrae - Starksia elongata - Starksia fasciata - Starksia fulva - Starksia galapagensis - Starksia grammilaga - Starksia greenfieldi - Starksia guadalupae - Starksia guttata - Starksia hassi | - Starksia hoesei - Starksia langi - Starksia lepicoelia - Starksia lepidogaster - Starksia leucovitta - Starksia melasma - Starksia multilepis - Starksia nanodes - Starksia occidentalis - Starksia ocellata - Starksia posthon - Starksia rava - Starksia robertsoni | - Starksia sangreyae - Starksia sella - Starksia sluiteri - Starksia smithvanizi - Starksia spinipenis - Starksia springeri - Starksia starcki - Starksia variabilis - Starksia weigti - Starksia williamsi - Starksia y-lineata |